# Adolphe Jollan de Clerville
Adolphe Pierre Marie Louis Jollan de Clerville, né le 4 septembre 1852 à Nantes et mort le 21 septembre 1931 dans la même ville, est un industriel et homme politique français.

## Biographie
Adolphe Jollan de Clerville est né une dans une famille d'ancienne bourgeoisie originaire de Bretagne, en pays nantais. Elle fut  déboutée de ses prétentions à la noblesse lors de la grande réformation en 1668. Elle possédait plusieurs seigneuries, dont celle de Clerville, près de Blain. Elle est issue de Jean Jollan (1537-1587), notaire à Guérande (Loire-Atlantique). Pierre Jollan (1721-1791), capitaine au régiment de Piémont, est cité pour avoir abjuré le protestantisme le 6 août 1751 à Nantes. (Armoiries de la famille Jollan de Clerville: de gueules au chevron accompagné en chef de 2 croissants et en pointe d'une étoile, le tout d'argent).
Adolphe Jollan de Clerville est né le 4 septembre 1852 à Nantes, fils d'un officier, Pierre-Marie Jollan de Clerville, et de Mathilde Desloge (nièce de Firmin René Desloge). Il est un parent de Louis-Émile Jollan. 
Docteur en médecine de la faculté de Paris, bien qu'il n'exercera pas, il publie sa thèse Contribution à l'étude de la résorption osseuse en 1880. 
Propriétaire du château de la Barrière à Blain, du château de la Clairière à Saint-Viaud et du château du Chalet dans la forêt de Paimpont, il est élu maire de Saint-Viaud le 5 avril 1903, poste qu'il occupe jusqu'au 10 mai 1925. Conseiller général du canton de Saint-Père-en-Retz de 1901 à 1931, il est président du conseil général de la Loire-Inférieure de 1920 à 1930.
Il épouse en 1881 Marguerite Levesque, fille de Louis Arthur Levesque (1832-1895), fondateur des conserveries de sardines Levesque et Compagnie et propriétaire depuis 1875 de la forêt et des forges de Paimpont, belle-sœur de Julien Chappée et arrière-petite-fille de Louis-Hyacinthe Levesque (1774-1840), député-maire de Nantes. Il prend la succession de son beau-père à la tête de la conserverie, dont l'usine est située à Paimpont.
De son épouse Marguerite, il a plusieurs enfants. Deux de ses fils, Patrice et Alain, tous le deux officiers, sont morts pour la France, tués au combat lors de la Première Guerre mondiale, et sont faits chevaliers de la Légion d'honneur. Une rue de Nantes porte le nom de rue des Capitaines-de-Clerville en leur mémoire. Son plus jeune fils, Louis Jollan de Clerville (1886-1974), survit à la guerre en tant que capitaine de cavalerie et reçoit lui aussi la Légion d'honneur ; il dirige l'entreprise de conserverie après son père et développe les activités dans l'empire colonial ; il préside la Compagnie franco-indochinoise et fonde la Chérifienne des conserves L. Levesque au Maroc en 1949.
Adolphe Jollan de Clerville meurt à Paimpont, le 21 septembre 1931, à l’âge de 79 ans.